# Dickens (Teksas)
Dickens je grad u američkoj saveznoj državi Teksas. Prema popisu stanovništva iz 2010. u njemu je živjelo 286 stanovnika.